# Trachypithecus francoisi
O langur-de-françois (Trachypithecus francoisi), também conhecido como macaco-folha-de-françois é uma das 17 espécies de Trachypithecus.
É uma das espécies mais raras de macacos do mundo, estima-se que haja apenas 3000 espécimes a viver em estado selvagem.
Os espécimes em idade adulta tem o seu pelo de cor preta, os bebés de são inteiramente cor-de-laranja, considerando os especialistas que o contraste se deve para os progenitores facilmente identificarem as crias na floresta.
Com uma esperança média de vida de 25 anos em estado selvagem, podem chegar a ter até 60 centímetros de altura e pesar quase oito quilos. Constituindo-se em haréns — grupos de animais compostos por um ou dois machos, várias fêmeas e outras tantas crias —, são uma espécie social onde a responsabilidade do cuidado dos novos elementos do grupo é partilhada.
Apenas encontrada nas florestas tropicais a sul da província de Guangxi na China, no norte do Vietname e na zona central do Laos, o facto de viver exclusivamente em árvores tem feito desta espécie uma das mais afetadas pelo desflorestamento. Para além disso, estes macacos também são procurados por caçadores furtivos, já que algumas das suas partes do corpo são usadas para medicinas tradicionais da região.